# Elk Islands nationalpark
Elk Islands nationalpark (en. Elk Island National Park) är en 194 km² stor nationalpark 45 kilometer öster om Edmonton i Alberta, Kanada, , Både Nordamerikas största och minsta landlevande däggdjur, skogsbison (Bison bison athabascae) och amerikansk pygménäbbmus (Sorex hoyi), finns i parken.

## Djurliv

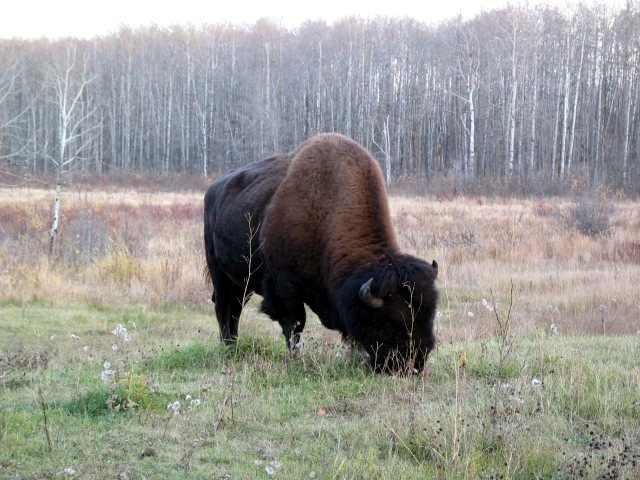
Bison i Elk Islands nationalpark.

Kanadas tätaste och världens näst tätaste population av hovdjur finns i parken, bara Serengeti i Tanzania har en mer koncentrerad population. Djurlivet är varierat och består bland andra av amerikansk bison, wapitihjort, älg, vitsvanshjort, svartsvanshjort, prärievarg och bäver, vilka finns året runt. Dessutom finns över 250 fågelarter under olika tider av året, bland andra gråhakedopping, hornpelikan, öronskarv, amerikansk gråhäger, rödstjärtad vråk, amerikansk rördrom och trumpetarsvan.
Parken är känd för sitt bestånd av bison, arbetet med att rädda arten har pågått i parken sedan 1907, och idag finns de mest genetiskt rena skogsbisondjuren här, 2007 uppskattades antalet till 315.